# Michel Rolle
Michel Rolle (Ambert, 21 aprile 1652 – Parigi, 8 novembre 1719) è stato un matematico francese.
È conosciuto principalmente per aver enunciato, nel 1691, nel caso particolare dei polinomi reali a una variabile, una prima versione del teorema che porta il suo nome.
Si deve inoltre a lui la corrente notazione standard per indicare la radice n-esima di {\textstyle x}:
{\displaystyle {\sqrt[{n}]{x}}}

## Biografia

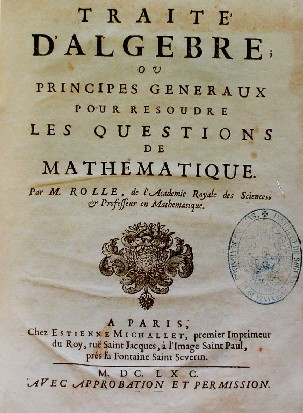
Michel Rolle - Traité d'algèbre

Figlio di un mercante locale, Rolle nacque ad Ambert, Alvernia. Nel 1675 si trasferì da Ambert a Parigi e nel 1685 divenne studente di astronomia dell'Académie Royale des Sciences diventando uno dei Pensionnaire Géometre dell'Académie (1699). Appoggiava il materialismo e l'ateismo. Nel 1682 ottenne anche un vitalizio da Jean-Baptiste Colbert per aver risolto uno dei problemi di Jacques Ozanam:
Rolle fu uno dei primi critici del calcolo infinitesimale, sostenendo che fosse inesatto e basato su ragionamento difettoso. Su tale argomento nacque pure una controversia nel 1702 con Joseph Saurin. In seguito cambiò la sua opinione.
Nel 1708 fu colpito da un attacco di apoplessia dal quale però riuscì a riprendersi grazie all'amore per il suo lavoro. Dieci anni dopo, però, un secondo attacco lo condanna alla paralisi che lo accompagnerà fino alla morte nel 1719.

## Pubblicazioni
- Traité d'algèbre, ou principes generaux pour resoudre les questions de mathematique (1690)
- Démonstration d'une méthode pour résoudre les égalitez de tous les degrez (1691)
- Méthodes pour résoudre les questions indéterminées de l'algèbre (1699)
- Remarques de M. Rolle touchant le problesme genéral des tangentes (1703)
- Mémoires sur l'inverse générale des tangentes proposez à l'Académie royale des sciences (1704)